# Герб Сен-Мартена
Неофициальный герб французского заморского владения Сен-Мартен существует в настоящем виде в 2007 году. Он изображает плывущий по морю корабль, пальмы и солнце, и имеет девиз фр. Ile de St Martin, остров Сен-Мартен. До этого девиз гласил фр. Ville de Saint Martin, посёлок Сен-Мартен.